# Sebastian Ofner
Sebastian Ofner (ur. 12 maja 1996 w Bruck an der Mur) – austriacki tenisista, reprezentant kraju w rozgrywkach Pucharu Davisa.

## Kariera tenisowa
Najwyżej sklasyfikowany był na 37. miejscu w singlu (8 stycznia 2024) oraz na 299. pozycji w deblu (27 maja 2019).
W 2017 roku zadebiutował w imprezie Wielkiego Szlema podczas turnieju Wimbledonu. Po pokonaniu Thomaza Bellucciego oraz rozstawionego Jacka Socka awansował do trzeciej rundy, w której przegrał z Alexandrem Zverevem.